# Hans Judenfeind
Hans Judenfeind oder Judensint aus Speyer war ein Spruchdichter des 15. Jahrhunderts. Von ihm ist nur ein einziger Spruch bekannt, an dessen Ende er angibt, dass er „noch viel mehr“ gedichtet habe. Das Gedicht bezieht sich auf den burgundischen Landvogt Karls des Kühnen, Peter von Hagenbach, der wegen seiner Gewalttätigkeiten im Elsass und in Baden eine allgemeine Empörung der Städte hervorrief und am 9. Mai 1474 hingerichtet wurde. Der Dichter, ein Anhänger der Städte gegen die „Herren“, jubelt über das Ende des Vogtes.
Nach dem Vorschlag von Klaus Graf 1991, dem sich Frieder Schanze anschloss, ist statt Judensint Judenfint (Judenfeind) zu lesen.